# Altid nr. 2
Altid nr. 2 (russisk: Возвращение с орбиты, translit.: Vozvrasjtjenie s orbity, da.: Retur fra kredsløb) er en sovjetisk spillefilm udgivet i 1984 produceret af filmstudiet Dovkhenko og instrueret af Aleksandr Surin. Filmen er et melodrama, der omhandler to kosmonauter, der udsættes for ulykker i rummet, da en rumstation rammes af en meteorstorm. Dele af filmens scener er optaget ombord på rumstationen Saljut 7 og rumfartøjet Soyuz T-9 og på det sovjetiske rumkontrolcenter.
Filmens musik er skrevet af den sovjetrussiske komponist Eduard Artemejev.
Filmen havde premiere i Sovjetunionen den 20. august 1984. Den havde dansk premiere den 5. februar 1986 under titlen Altid nr. 2 på den sovjetiske filmuge.

## Handling
Pavel Kuznetsov og Vjasjeslav Mukhin er ikke kun gode venner, men er også den mest erfarne besætning i kosmonautkorpset. I mange år har de forberedt sig på en første fælles flyvning, men ved starten sker der en ulykke med løfteraketten. De to kosmonauter redder sig dog ud ved nødsystemet. De er rystede af oplevelsen, men er fast besluttet på at forsøge igen. 
Kort før en ny opsendelse af de to dør Kuznetsovs kone pludselig og efterlader ham med en lille datter. Han er i dyb sorg og indgiver sin afskedsbegæring og forlader Bajkonur for at tage sig af sin datter. Mukhin følger efter ham og indhenter Kuznetsovs nattog, men Mukhin kan ikke overtale Kuznetsov til at vende tilbage. Mukhin står af toget på en øde station, hvor han midt om natten ringer han til sin kæreste Sasha og frier til hende. 
Den næste morgen bliver Mukhin opsendt med et rumfartøj med en ny besætning. Kuznetsov hører om opsendelsen i radioen under sin togtur, hvor en medpassager i kupéen omtaler kosmonauternes arbejde som let vej til penge og berømmelse, men Kuznetsov minder minder ham om, at kosmonauterne måske ikke vender tilbage.
Under rumflyvningen til rumstationen medfører en meteorsværm en kortslutning fejl i dockingstationens elektriske kredsløb og Mukhins partner kommer alvorligt til skade og skal straks sendes tilbage til Jorden. Men som følge af ulykken er deres rumfartøj ikke i stand til at løsne sig fra rumstationen. Chefen for kosmonautafdelingen, generalmajor Sviridov, giver ordre til at hente Kuznetsov og bringe ham tilbage til Bajkonur for sammen med en partner at gå ombord i et redningsrumskib, der skal komme de nødstedte kosmonauter til undsætning. Kuznetsov kommer op til rumstationen, hvor han redder den sårede kosmonaut, der sendes tilbage til Jorden. Mukhin og Kuznetsov stationen og forlader den. Men deres rumfartøj rammes en meteorregn, der bryder igennem rumfartøjets skjold. De to kosmonauterne må skifte til reserveforsyning af ilt, og de har maksimalt 12 timer til at redde sig. De to er ved at løbe tør for ilt, men Mukhin ofrer sit liv for at redde Kuznetsov.

## Medvirkende
- Juozas Budraitis - Pavel Kuznetsov
- Vitalij Solomin - Vjatjeslav Mukhin
- Aleksandr Porokhovsjjikov - Alexej Jevgenjevitj Sviridov
- Tamara Akulova - Sasja
- Igor Vasiljev